# Traverella presidiana
Traverella presidiana är en dagsländeart som först beskrevs av Jay R. Traver 1934.  Traverella presidiana ingår i släktet Traverella och familjen starrdagsländor. Inga underarter finns listade i Catalogue of Life.